# Storegga

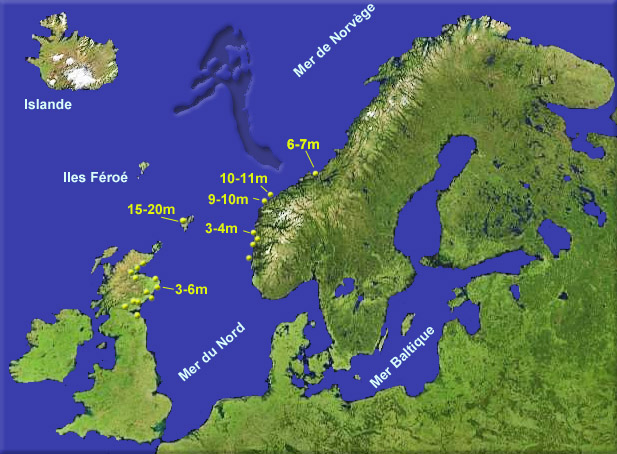
Położenie osuwiska (pomiędzy Islandią a Norwegią) z zaznaczeniem wysokości fal tsunami

Storegga – grupa trzech podwodnych osuwisk na krawędzi szelfu kontynentalnego na Morzu Norweskim, około 100 km od wybrzeża Møre. Nazwa Storegga oznacza w języku norweskim „wielką krawędź”. 

## Odkrycie
Osuwiska Storegga zostały dokładnie zbadane podczas prac przygotowawczych do wydobywania gazu ziemnego ze złoża Ormen Lange. Badania geologiczne wykazały, że materiał, który się osunął, nagromadzony tu został podczas ostatniej epoki lodowej. Prawdopodobieństwo powstania nowego osuwiska jest niskie.

## Przyczyna powstania osuwiska

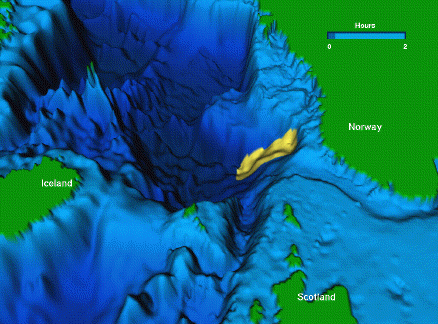
Morze Północne z osuwiskiem Storegga zaznaczonym na żółto

Storegga to największe dotychczas odkryte osuwiska na Ziemi, obszarem dorównujące Islandii. Do przesunięcia się do Morza Norweskiego masy skał ze stoku kontynentalnego o objętości ocenianej na 3500 km³ o 800 km doprowadzić mogło trzęsienie ziemi w połączeniu z rozpadem złóż klatratów metanu, co wywołało potężną falę. Inne prawdopodobne przyczyny to sam rozpad złóż lub działanie  prądów morskich. 

## Skutki osunięcia
Osunięcie się takiej masy ziemi wywołało na północnym Atlantyku wyjątkowo silne tsunami, którego ślady odnaleziono m.in. w Norwegii, Wyspach Owczych. W Szkocji w zatokach Montrose Basin i Firth of Forth na wysokości do 4 metrów nad aktualnym zwykłym poziomem pływów odkryto osady w odległości do 80 km od wybrzeża. Ostatnie z osuwisk w tym rejonie powstało około 6100 p.n.e. Jedna z teorii mówi, że osuwisko Storegga było przyczyną tsunami, które zalało dzisiejszą ławicę Dogger Bank, teren Doggerlandu pozostały po ociepleniu klimatu. Sam Doggerland łączył Wielką Brytanię z kontynentem europejskim (obecnymi wybrzeżami Danii, Niemiec i Holandii). Uważa się, że był on bogaty w laguny, plaże, mielizny u ujścia rzek, bagna, zamieszkany przez ludzi w okresie kultury mezolitycznej (środkowa epoka kamienia), polujących m.in. na ptaki.
Przeprowadzona w 2017 roku symulacja tsunami powstałego w wyniku osuwiska wykluczyła jednak możliwość zatopienia całego Doggerlandu.